# Apanteles cerialis
Apanteles cerialis är en stekelart som beskrevs av Nixon 1976. Apanteles cerialis ingår i släktet Apanteles och familjen bracksteklar. Inga underarter finns listade i Catalogue of Life.